# カウチュク工場付属クラブ
カウチュク工場付属クラブ（カウチュククラブ、ロシア語: Клуб завода «Каучук» ）は、1927年から1929年にかけて建設されたロシア構成主義建築。設計はコンスタンチン・メーリニコフ。ロシアの首都モスクワ、ハモフニキ地区にある。

## 建築と歴史
元々、カウチュク・ゴム工場は、帝政ロシアの領土であったラトビアの首都リガにあった。しかし、第一次世界大戦の勃発と戦況の悪化に伴い、1915年工場はモスクワのハモフニキ地区に移転し、その規模を拡大した。ロシア革命に伴い、1920年代、工場の労働者クラブとして建設が決定した。

## 保存状態
1920年代の建造物と同様、カウチュク工場付属クラブは解体の危機にある。2003年ロシア連邦における保護リストに掲載されたにもかかわらず、モスクワ市は、カウチュククラブを解体リストに載せた。その後、クラブの保存論が起こり解体は延期された。

## 参考
- Khan-Magomedov, "Pioneers of Soviet Architecture: The Search for New Solutions in the 1920s and 1930s", Thames and Hudson Ltd, ISBN 978-0500341025
- Russian bio: Russian: Хан-Магомедов, С.О., "Константин Мельников", М, 2006 ISBN 5-9647-0095-0 (Khan-Magomedov, 2006)